# Perspectivismo

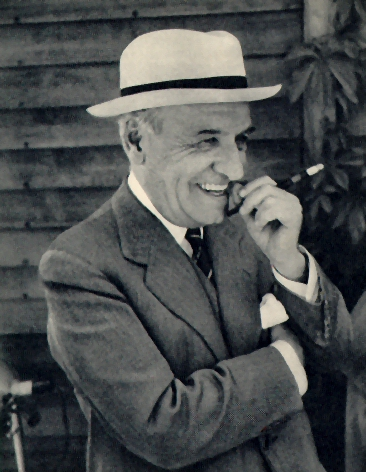
José Ortega y Gasset (1883-1955) foi um filósofo espanhol que propôs o perspectivismo, uma ideia de que a realidade e a verdade dependem da perspectiva de cada indivíduo. Esse pensador influente escreveu sobre política, cultura, história e arte. Entre as suas obras, destacam-se A Rebelião das Massas e Eu sou eu e minha circunstância

Em epistemologia, perspectivismo é a visão filosófica que toda percepção e pensamento tem lugar a partir de uma perspectiva que é alterável. O conceito foi criado por Leibniz. O desenvolvedor e mais proeminente defensor da ideia é Nietzsche. Ele influenciou ideias similares em filósofos como José Ortega y Gasset.
O perspectivismo diferencia-se do objetivismo e do relativismo, apesar de semelhanças pontuais com um e outro. Tal como o objetivismo, ou realismo, o perspectivismo defende que há uma única realidade, mas acrescenta a essa tese metafísica (pois se trata de uma tese sobre a realidade) a tese epistemológica sobre a perspectiva de cada um frente a realidade. Tal como o relativismo, o perspectivismo defende que diferentes indivíduos percebem a realidade diferentemente. Mas, ao contrário do relativismo, o perspectivismo não diz que há tantas realidades quantas percepções da mesma.

## Perspectivismo ameríndio
O perspectivismo ameríndio diz respeito a uma perspectiva que tem como seus principais defensores os antropólogos Eduardo Viveiros de Castro e Phillipe Descola. Trata-se do resgate de aspectos próprios de inúmeras cosmologias dos povos ameríndios, podendo ser categorizado a partir de dois pressupostos: primeiramente, o mundo é povoado de muitas espécies de seres (inclusive não-humanos) dotados de consciência e de cultura; em segundo lugar, cada uma dessas espécies vê a si mesma e as outras espécies de modo bastante peculiar: cada uma se vê como humana, vendo todas as demais como não-humanas, isto é, como espécies de animais ou de espíritos.
É importante enfatizar que o perspectivismo se diferencia do relativismo cultural assim como do universalismo, opondo-se de modo ortogonal a essa dicotomia. Isso porque o perspectivismo, ao contrario dos outros dois, não pode ser pensado a partir de categorias analíticas presas ao binarismo natureza/cultura, como: universal/particular; objetivo/subjetivo; imanência/transcendência; corpo/espírito; animalidade/humanidade; etc. A compreensão de cosmologias não-ocidentais exige que ponhamos em suspeição as categorias com que organizamos o nosso pensamento e tornamos a realidade inteligível.
Com a perspectiva relativista, a antropologia iniciou um importante e contínuo movimento no questionamento do etnocentrismo. Um dos desdobramentos do relativismo na antropologia foi o multiculturalismo, que rompe com o ideal evolucionista, afirmando que todos os grupos humanos compartilham de uma mesma natureza biológica, não havendo um escalonamento possível que classifique intelectualmente ou culturalmente as sociedades. Autores como Eduardo Viveiros de Castro, contudo, defendem que mesmo esse ponto de vista continua sendo etnocêntrico, na medida em que ainda impõe a dicotomia natureza/cultura para classificar os sujeitos sociais. Isso porque, enquanto trabalhamos com a obviedade da ideia de multiculturalismo, muitas sociedades ameríndias desenvolvem-se sob a lógica de um multinaturalismo. Ou seja, enquanto a sociedade ocidental considera que todos os povos possuem uma mesma natureza (ou biologia) e se diferenciam em suas culturas (ou essências), a maioria das sociedades indígenas da América possui uma concepção contrária: suas sociedades são compostas por seres que partilham uma espiritualidade (cultura/essência), mas que se diferenciam em seus corpos (natureza/biologia).
O antropólogo Philippe Descola relata o caso dos achuar da Amazônia, por exemplo, que estabelecem uma diferença ontológica de grau, mas não de natureza entre plantas, homens e animais. Os habitantes dessa sociedade afirmam que plantas e animais possuem uma alma (wakan) semelhante à dos humanos, que conta com intencionalidade e reflexividade. Destarte, ambos são classificados como pessoas (aents), que inclusive têm sentimentos e comunicam-se – inclusive com os homens, através de mensagens que modificam o seu estado de espírito e comportamento.
Os ameríndios estabelecem ainda relações de reciprocidade e respeito com elementos como a água, animais de caça e plantas cultivadas. O mesmo antropólogo descreve o cultivo das roças que, nas tribos achuar, ficam sob o cuidado das mulheres que, por sua vez, recebem a proteção de Nunkui, mulher mítica cuja filha criou as plantas cultiváveis. Associadas a essa divindade estão as pedras nantar, que quando encontradas são prontamente enterradas na roça dentro de duas cuias de cerâmica emborcadas uma contra a outra. É um meio de tolher seus movimentos, pois, se de um lado promove o crescimento das plantas, por outro tende a sugar o sangue dos filhos da dona da roça. Por isso se derrama suco de urucu sobre o local onde a pedra está enterrada. Esse substituto do sangue também é oferecido à própria mandioca, que também suga o sangue de estranhos que passam pela roça.
Importa apreender aqui que se no multiculturalismo temos o corpo como um elemento universal e a cultura como um particular; no multinaturalismo a cultura converte-se num constante, enquanto que o corpo é diverso. Há também casos em que os homens, através de processos rituais, transformam-se em animais: passam a alimentar-se e, caminhar e portar-se como esses seres. Isso somente é possível porque os yaminawa acreditam numa essência que os unem com os animais, tendo como única diferença o corpo, que pode ser modificado por meio de intensos processos de metamorfose. Nesse contexto, não só os humanos vêem-se como humanos, mas os próprios animais e espíritos se veriam como tal.
Assim sendo, no perspectivismo o antropólogo vê a imagem de seu nativo a partir de como este o trata, como ele próprio interpreta a sua cultura. O nativo deixa de ser visto como objeto, como alguém que não pensa e reflete sobre suas ações, sobre sua cultura, e passa a ser um sujeito que também possui suas teorias, que possui conhecimento, sua perspectiva peculiar. Muda também a forma de compreender esse conhecimento, que não pode ser traduzido para a nossa cultura sem um processo de desconstrução crítica. Para entender a sociedade ameríndia é preciso que se pense como um ameríndio, com as categorias empregadas pelo ameríndio dentro da cosmologia ameríndia.
O perspectivismo quebra um padrão duro de pensamento que a ciência sempre assumiu. Para ele, a ciência é apenas uma forma possível de organização e sistematização da realidade, deixando de ser terreno único ou privilegiado de conhecimento. Importante frisar que ele não nega a pertinência ou existência real das dicotomias criticadas inicialmente (como natureza e cultura), sobre as quais a tradição ocidental se edifica, mas apenas as põem em suspeição, de modo à desnaturalizá-las para pensar novos quadros conceituais, semânticos e linguísticos.